# Jacques Lipchitz
Jacques Lipchitz (22. srpna 1891, Druskieniki, Grodenská gubernie, nyní Litva – 16. května 1973, Capri) byl naturalizovaný francouzský sochař, od roku 1939 žijící v USA. Patří k zakladatelům kubistického sochařství.

## Život
Jacques Lipchitz, narozen jako Chaim Jacob Lipschitz, byl synem židovského stavitele v Grodenské gubernii (na hranici s Vilenskou gubernií, na území dnes patřící Litvě). Pod vlivem otce nejprve začal studovat ve Vilniusu stavební inženýrství, ale roku 1909 odešel do Paříže a s podporou své matky se zapsal ke studiu na École des Beaux-Arts, Colarossiho akademii a Julianově akademii. V Louvru studoval zejména sochy archaického Řecka, Egypta a románského období a rané gotiky.
V Paříži se seznámil s komunitou umělců žijící na Montmartru a Montparnassu. Lipchitz již roku 1912 vystavoval na Salonu Société Nationale des Beaux-Arts a na Podzimním salonu a po roce 1913, kdy ho mexický malíř Diego Rivera seznámil s Pablem Picassem, je ovlivněn kubismem. Roku 1920 měl první autorskou výstavu v Galerie L’Effort Moderne Léonce Rosenberga a roku 1922 vytvořil pět basreliéfů v Merionu v Pensylvánii na objednávku Barnesovy nadace. Smlouvu s Rosenbergem Lipchitz zrušil, aby se mohl věnovat svobodné tvorbě, ale brzy se ocitl ve finančních problémech.
V letech 1924-25 se Lipchitz stal francouzským občanem, oženil se s Berthe Kirosser a přestěhoval se do Boulogne-sur-Seine. V roce 1935 měl první velkou výstavu v New Yorku.
Po okupaci Francie za druhé světové války uprchl s pomocí amerického novináře Variana Frye přes Marseille do Spojených států. Zde se usadil v Hastings-on-Hudson v New Yorku. Roku 1949 vystavoval na 3. mezinárodní výstavě sochařství v Philadelphia Museum of Art a jeho retrospektivní výstava v Museum of Modern Art v New Yorku roku 1954 putovala do Walker Art Center v Minneapolis a Cleveland Museum of Art. V letech 1959 a 1964 vystavoval na Documenta v Kasselu.
Od roku 1963 se pravidelně vracel do Evropy a pracoval v Pietrasanta v Toskánsku, kde se spřátelil se sochařem Fiore de Henriquezem. Roku 1972 vyšla při příležitosti Lipchitzovy výstavy v Metropolitním muzeu v New Yorku jeho autobiografie.
Jacques Lipchitz zemřel roku 1973 na dovolené na Capri a je pohřben v Jeruzalémě.

## Dílo

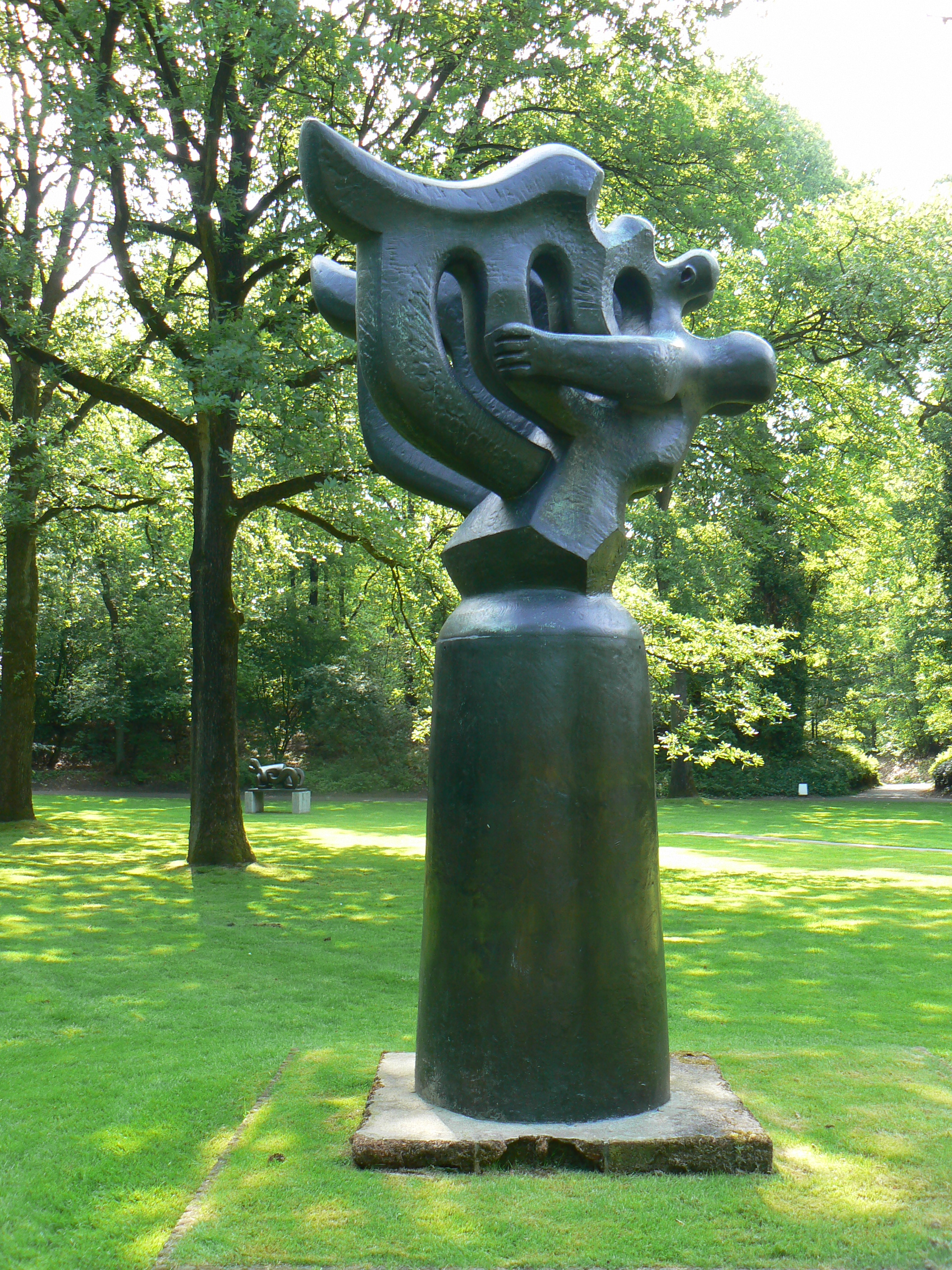
Zpěv samohlásek, 1931-32

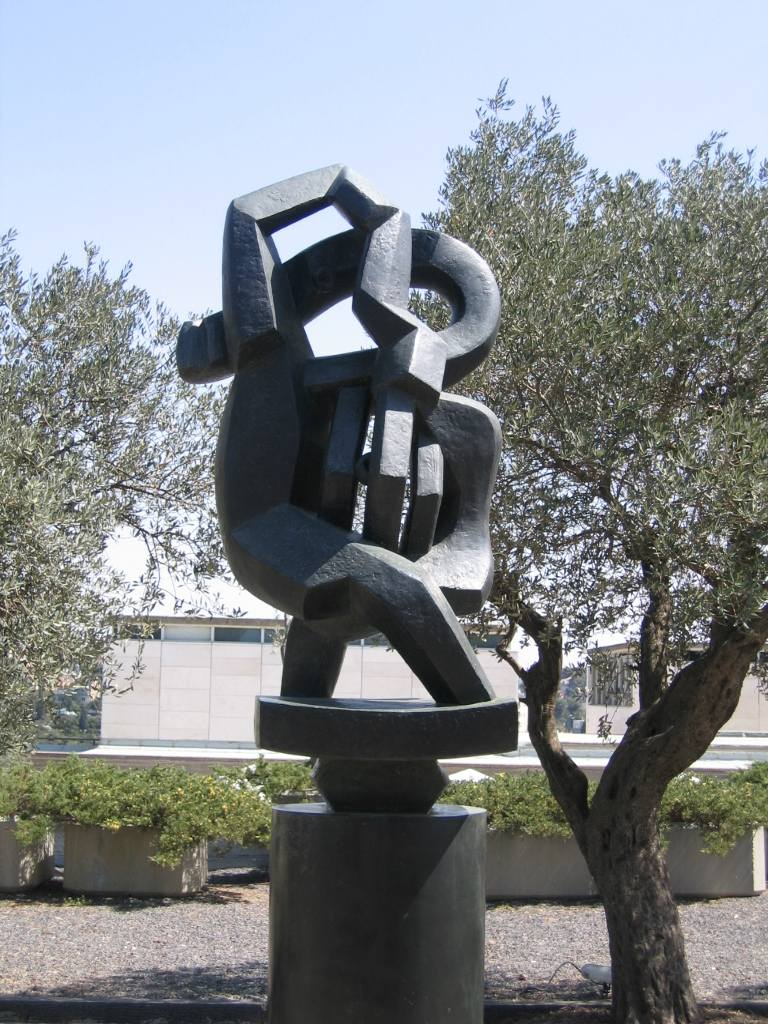
Radost ze života, 1927

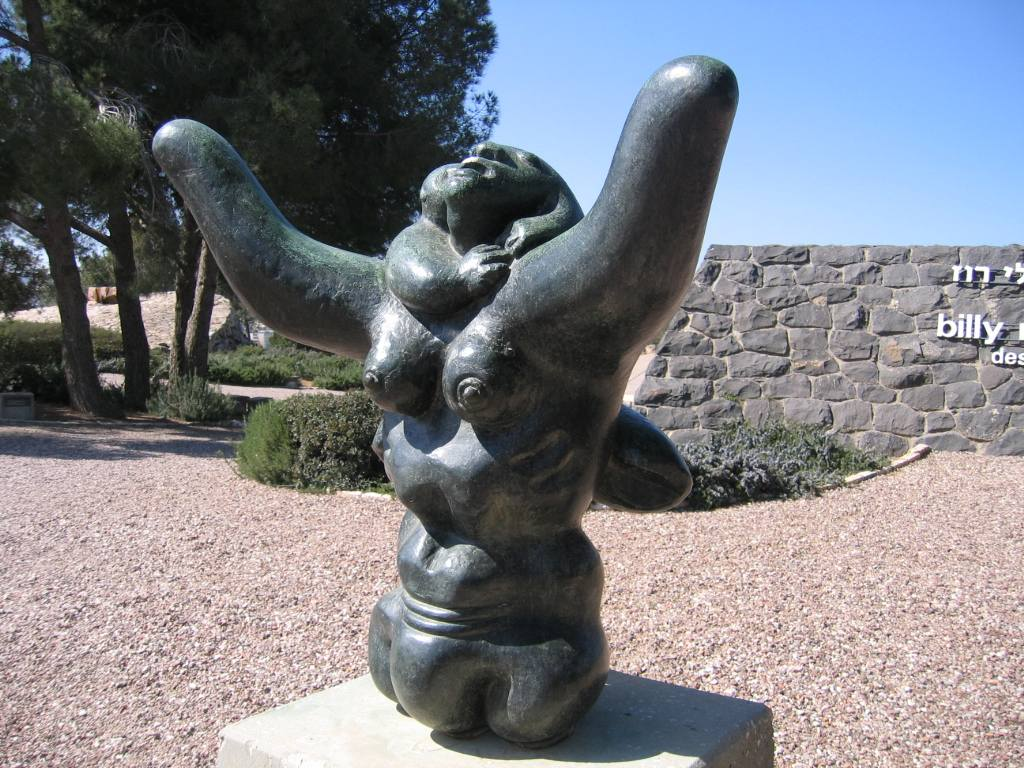
Žena s dítětem, 1941-45

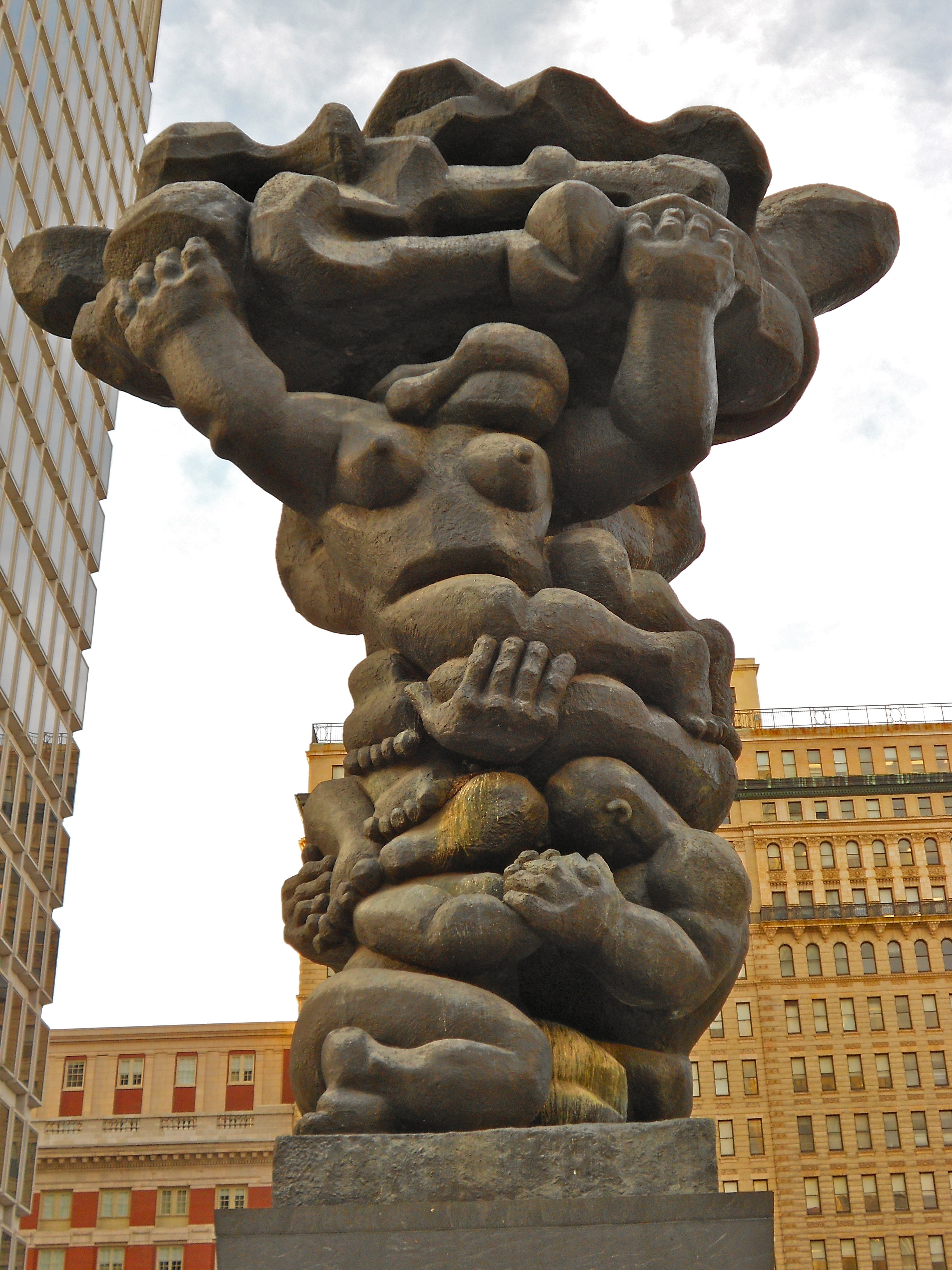
Vláda lidu, 1976, Philadelphia

Roku 1913 vytvořil Lipchitz sochu Hadí žena a tanečník (La femme au serpent et la danseuse), která je kombinací abstraktních prvků a kde dominuje kužel. V soše Tanečnice (La danseuse) se namísto zakřivení protínají plochy v pravých úhlech a pevném geometrickém řádu. Těmito dvěma sochami se zařadil mezi přední kubistické sochaře jako byli Alexander Archipenko, Juan Gris a Henri Laurens.
Lipchitzova socha Muž s kytarou (Homme à la guitare) z roku 1915 je zcela abstraktní dílo, které ve své době způsobilo senzaci. Jeho Reliéf z roku 1919 obsahuje plastické tvary odvozené ze skutečnosti, ale míra jejich abstrakce je taková, že představují pouhé znaky, skládané v celek, který je zcela podřízen výtvarným zákonitostem.
Roku 1920 vytvořil portrét Gertrude Stein a věnoval se abstraktnímu kubismu, ale kolem roku 1930 se jeho tvorba odklání od původního pojetí kubismu a sochy představené na výstavě v galerii Jeanne Bucher se skládají ze složitých zakřivených ploch a oblých forem. Modeluje také duté plastiky, které pod vnějším obalem skrývají tajuplný vnitřní prostor (Hlava, 1928).
V polovině 30. let zkoumal využití prázdného prostoru ohraničeného lineárními formami z proužků hlíny a drátů – tedy jakousi prostorovou kresbu. Nejznámější postkubistickou plastikou Jacquese Lipchitze je Zpěv samohlásek, vytvořený roku 1932 v kameni pro francouzskou sběratelku, který je apoteózou hudby a poezie. Jeho Prométheus zápasící se supem je symbolem odporu proti fašismu a byl později vytvořen ve více variantách. Poprvé byl vystaven na Světové výstavě v Paříži roku 1937, kde byl oceněn zlatou medailí. Nový styl Lipchitzovy tvorby reaguje na bezprostřední dění ve světě, vyjadřuje smyslovější vztah k přírodě a je charakteristický vzdutými, neklidnými až barokně nadsazenými formami.

### Vybraná díla
- 1914 Marin à la guitare (Námořník s kytarou) , Centre Pompidou
- 1915 Head (Hlava), Hirschhorn Museum ve Washingtonu
- 1916 Man with guitar (Muž s kytarou), MOMA v New Yorku
- 1918 Nature morte (Zátiší), reliéf v kameni
- 1923-25 Baigneur (Koupající se)
- 1927 La joie de vivre (Radost ze života), Collection du vicomte de Noailles, Hyères, Jerusalem Museum, Israel
- 1928-1929 Le cri (Pláč nebo křik), Parc de sculptures du Musée Kröller-Müller d'Otterlo, Nizozemsko
- 1928 Ležící akt s kytarou
- 1931-1932 Le Chant des voyelles (Zpěv samohlásek), Parc de sculptures du Musée Kröller-Müller d'Otterlo, Nizozemsko
- 1932 Head (Hlava), Stedelijk Museum , Amsterdam
- 1938 Znásilnění Evropy, Art Institute of Chicago
- 1941-45 Mother and Child (Matka s dítětem), Honolulu Museum of Art
- 60. léta Government of the People (Vláda lidu), dedicated 1976, Philadelphia